# Cristești (Botoșani)
Cristești è un comune della Romania di 4 843 abitanti, ubicato nel distretto di Botoșani, nella regione storica della Moldavia.
Il comune è formato dall'unione di 4 villaggi: Cristești, Oneaga, Schit-Orășeni, Unguroaia.